# 16歲新娘
《16歲新娘》（原文：花嫁は16才!）是日本朝日電視台於1995年10月16日－12月18日播放的電視劇集，福斯傳媒集團旗下的衛視中文台曾以中文配音的方式在台灣播出。

## 劇情概要
富家千金岩崎小百合（友坂理惠飾）不願接受父母安排嫁給立花直人（中山秀征飾）而離家出走，長的和岩崎小百合一模一樣的16歲少女─館野夏美剛好出現，陰錯陽差被找來當替身，岩崎家還找來豬原（高橋英樹飾）負責調教夏美，而夏美與直人相處的過程中，兩人漸漸對彼此產生情愫……

## 演員
- 立花直人：中山秀征
- 館野夏美／岩崎小百合：友坂理惠
- 立花久美子：雛形明子
- 立花大介：佐野瑞樹
- 梶田道夫：田口浩正
- 杉村千秋：山口紗彌加
- 立花拓實：いしいすぐる
- 岩崎勝代：榊原るみ
- 柴山俊樹：京本政樹
- 岩崎修造：村井國夫
- 立花妙子：梶芽衣子
- 豬原健吾：高橋英樹

## 主題曲
- 主題歌「UNBALANCE」 - 高橋克典
- 插入歌「LOVE IN MY LIFE」 - KIX・S

## 製作人員
- 劇本：いとう斗士八
- 音樂：野見祐二
- 製作：田中芳之、森川真行、川島永次
- 導演：杉山登、伊藤壽浩
- 監製：朝日電視台、HoriPro

### 播放日期、標題、收視率
| 集數   | 播放日期       | 原文標題                                            | 副題                                    | 導演     | 收視率 |
| ------ | -------------- | --------------------------------------------------- | --------------------------------------- | -------- | ------ |
| 第一話 | 1995年10月16日 | 愛なし、金なし、陰謀あり! ニセお嬢様上流社会を行く! | 沒愛沒錢，有陰謀！ 與富家千金交換身份！ | 伊藤壽浩 | 9.8%   |
| 第二話 | 1995年10月23日 |                                                     | 假千金的悲慘新婚                        | 伊藤壽浩 |        |
| 第三話 | 1995年10月30日 |                                                     | 隱藏心底對母親的感情                    | 杉山登   |        |
| 第四話 | 1995年11月6日  |                                                     | 不善謊言的灰姑娘                        | 杉山登   |        |
| 第五話 | 1995年11月13日 |                                                     | 家庭日                                  | 伊藤壽浩 |        |
| 第六話 | 1995年11月20日 |                                                     | 來自母親的禮物                          | 伊藤壽浩 |        |
| 第七話 | 1995年11月27日 |                                                     | 母親的出現及朋友之死                    | 伊藤壽浩 |        |
| 第八話 | 1995年12月4日  |                                                     | 命運的來訪日                            | 杉山登   |        |
| 第九話 | 1995年12月11日 |                                                     | 淚痕孤單的離別                          | 杉山登   |        |
| 最終話 | 1995年12月18日 |                                                     | 淚水的團聚                              | 杉山登   |        |